# Amaraji
Amaraji là một đô thị thuộc bang Pernambuco, Brasil. Đô thị này có diện tích 238,86 km², dân số năm 2007 là 20205 người, mật độ 84,59 người/km².